# Vince Cable
Sir John Vincent Cable (York, 9 de maig de 1943) és un polític britànic qui fou líder dels Liberal Demòcrates entre el 2017 i el 2019. Va ser membre del Parlament del Regne Unit per Twickenham entre 1997 i 2015, i entre 2017 i 2019. També va ser membre del Gabinet del Regne Unit com a conceller de negocis, innovació i competències entre 2010 i 2015 en un govern de coalició amb el Partit Conservador encapçalat per David Cameron.
La seva carrera política començà al Partit Laborista on va ser regidor a Glasgow als anys 1970. Però va deixar el partit per ser membre del per ser membre del Partit Socialdemòcrata al 1982. Aquest partit, junt amb el Partit Liberal, va formar els Liberal Demòcrates al 1988.
El 1997 fou escollit membre del Parlament del Regne Unit per Twickenham, i al 2006 fou escollit com a Vice-president dels Liberal Demòcrates. Dimití l'any 2006 a l'aconseguir el càrrec de conceller de negocis, innovació i competències al 2010. Al 2015 perdé el seu escon al parlament, malgrat això, la va guanyar de nou al 2017. Tot seguit, fou escollit líder dels Liberal Demòcrates després de la renúncia de Tim Farron.
A maig del 2019, els liberal demòcrates van aconseguir el seu millor rendiment electoral des del 2010, guanyant 15 escons a les Eleccions al Parlament Europeu del 2019. Tot seguit va anunciar la seva decisió de jubilar-se com a polític i dimití com a líder el 22 de juliol del 2019.